# Valle de Ancares
Valle de Ancares is een Spaanse gemeente in de comarca El Bierzo van de provincie León, deel van de autonome regio Castilië en León. Valle de Ancares ligt in het uiterst noordwesten van León, grenzend aan zowel de regio Galicië als de regio Asturië. De gemeente had tot 23 augustus 2023 Candín als naam, de naam van het op een na grootste dorp in de gemeente waarin ook het gemeentehuis, de dokterspraktijk en de apotheek is gevestigd. Volgens de bevolkingscijfers van het INE van 2023 heeft de gemeente 283 inwoners.
Hoewel de meerderheid van de bevolking Spaanssprekend is, is het een van de gemeenten in León die tweetalig zijn, en waar ook een dialect wordt gesproken dat door sommige auteurs als Galicisch wordt beschouwd, en door anderen, als Ancarés wordt benoemd, een mengeling van de Leonese en Galicische talen.
Valle de Ancares is een vallei in de Sierra de Ancarès, een gebergte deel van het Galicisch-Leonees massief, het uiterst westelijk eind en onderdeel van het Cantabrisch Gebergte. De hoogste omliggende toppen zijn de Mustallar (1935 m), Cuiña (1987 m) en Miravalles (1969 m). Gedeeltes van de Sierra de Ancarès zijn gemarkeerd als beschermd natuurgebied, in 2006 door Unesco uitgeroepen tot biosfeerreservaat met delen gelegen zowel in León als in de provincie Lugo.
De bergpas Puerto de Ancares (1648 meter) maakt vanuit de gemeente de verbinding met Galicië en de gemeente Navia de Suarna. De bergpas is regelmatig een aankomstplaats van wielerwedstrijden waaronder etappes van de Ronde van Spanje.